# Independent Labour Party
Independent Labour Party (ILP) (svenska: "oberoende arbetarpartiet") var tidigare ett politiskt parti i Storbritannien. Partiet grundades 1893 och var ett av de äldsta socialistiska partierna i Storbritannien. Dess förste ordförande var Keir Hardie, som i valet året innan som oberoende arbetarkandidat valts till parlamentsledamot för West Ham South.

## Historia
ILP:s tidiga historia kännetecknades av ett antal sammanslagningar med små socialistiska och vänsterinriktade grupper. I valet 1895 ställde ILP upp i 28 valkretsar. Partiet gjorde bra ifrån sig i några städer, men Hardie förlorade sitt mandat.
ILP spelade en central roll vid bildandet av Labour Representation Committee 1900 och när Labourpartiet bildades 1906 blev ILP en ansluten organisation. Denna anslutning tillät ILP att som enskilt parti fortsätta att hålla egna kongresser och utarbeta sin egen politik, som ILP:s medlemmar förväntades förespråka inom Labour. Eftersom Labour inte införde individuellt medlemskap förrän 1918 utgjordes en stor del av dess aktivister under de tidiga åren av ILP:s medlemmar.
Förhållandet mellan ILP och Labourpartiet var ofta konfliktfyllt. Många ILP-medlemmar såg Labour som alltför försiktigt och måttfullt i sina försök att genomföra sociala reformer. Första världskriget visade tydligt klyftan mellan Labourpartiet, som hade sin bas i fackföreningsbyråkratin, och ILP, när de senare motsatte sig kriget av etiska skäl, på grund av att stora delar av partiledning och medlemmar hade kristna trosuppfattningar och en pacifistisk inställning.
1920 avslog ILP, men endast efter ett ingripande av Ramsay MacDonald, ett förslag om att ansluta sig till Tredje internationalen. Sympatier för Sovjetunionen hade dock en omfattande spridning inom ILP. Endast ett fåtal partimedlemmar anslöt sig dock till Communist Party of Great Britain.
Vid  valet 1922 blev flera ILP-medlemmar parlamentsledamöter (bland andra den framtida ILP-ledaren James Maxton) och partiet fick en starkare ställning.  Många av Labours nya ledamöter kom från ILP. Den första Labourregeringen 1924 blev dock en stor besvikelse för ILP, som utarbetade ett eget regeringsprogram, men inte fick gehör för detta av Labourpartiets ledning.
Under den andra Labourregeringens tid vid makten  (1929-31) var  37 Labourledamöter stödda av ILP och utgjorde en vänsteropposition till Labours ledning. ILP:s kongress 1930 beslöt att deras parlamentsledamöter skulle bryta mot partilinjen i omröstningar där ILP:s politik skilde sig från Labours.
Det blev tydligare att ILP avvek allt mer från Labourpartiet och vid Skottlands ILP-kongress 1931 tog man upp frågan om ILP skulle bryta sin anslutning till Labour. Man beslöt att fortsätta samarbetet, men endast efter att Maxton själv hade ingripit för att förorda detta.
Vid valet 1931 vägrade ILP:s kandidater att godkänna regelverket för Labours parlamentsledamöter och fick därför inget officiellt stöd från Labourpartiet i valet. Fem ILP-medlemmar valdes till underhuset och bildade en egen parlamentsgrupp utanför Labour. 1932 höll ILP en extrakongress och beslöt att lösgöra sig från Labour. Samma år medverkade partiet till att bilda en "London Bureau" för vänstersocialistiska partier (senare kallad International Revolutionary Marxist Centre). Bland annat Socialistiska partiet (1929) och senare kort Vänstersocialistiska partiet tillhörde denna internationella strömning. 
Aneurin Bevan, en Labourpolitiker på vänsterkanten, beskrev ILP:s lösgörande som ett beslut att förbli "rent, men maktlöst" ("pure, but impotent"), och i det långa loppet kan han sägas ha fått rätt i sin kritik, då ILP:s politiska inflytande tynade bort utanför Labourpartiet. 
ILP förlorade många medlemmar under 1930-talet på grund av skilsmässan från Labour, men partiet fortsatte sin verksamhet. Man rörde sig åt vänster och fick nya medlemmar bland ungdomar och arbetare, men förlorade också medlemmar åt höger, till Labour, och åt vänster till kommunistpartiet och andra grupper.
ILP var aktivt i sitt stöd till den republikanska sidan under spanska inbördeskriget. Ungefär tjugofem medlemmar och anhängare (bland andra George Orwell) bildade en ILP-grupp av frivilliga som reste till Spanien för att hjälpa POUM i kriget.
ILP motsatte sig Storbritanniens krigsinsats inte bara i första världskriget utan även i andra världskriget. ILP deltog inte i pakten mellan de stora partierna under kriget utan ställde upp egna kandidater mot de kandidater som stöddes av de stora partierna. Efter andra världskriget fortsatte ILP som en grupp utan egentligt politiskt inflytande. Ett förslag om återanslutning till Labour förkastades på kongressen och 1946 dog den mest kände företrädaren för partiet, James Maxton.
Partiet fortsatte dock sin verksamhet under 1950-talet och 1960-talet och drev frågor som kärnvapenmotstånd, arbetarkontroll och avkolonisering. På 1970-talet ändrade ILP sin inställning till Labourpartiet och övergick 1975 till att bli en påtryckargrupp inom Labour med namnet  Independent Labour Publications.